# Arthur Cayley
Arthur Cayley (n. 16 august 1821, Greater London, Anglia, Regatul Unit al Marii Britanii și Irlandei – d. 26 ianuarie 1895, Cambridge, Regatul Unit al Marii Britanii și Irlandei) a fost un matematician britanic. A fost unul din fondatorii școlii britanice moderne de matematică pură.

## Biografie
Arthur Cayley s-a născut în Londra. Tatăl său, Henry Cayley, a fost văr cu Sir George Cayley, inventator în domeniul aeronauticii, și provenea din vechea familie Yorkshire. Se stabilise în Sankt Petersburg, Rusia, cu afaceri comerciale.
Mama sa era Maria Antonia Doughty. După unii autori, se pare că era rusoaică deși numele ei de familie inițial contrazice acest lucru.
Fratele său era lingvistul Charles Bagot Cayley.
Arthur și-a petrecut primii opt ani din viață la St. Petersburg. În 1829 părinții săi s-au stabilit definitiv la Blackheath lângă Londra.
Primele studii le-a urmat la o școală particulară. Încă de mic, Arthur Cayley a manifestat o puternică înclinație către calculul numeric. La 14 ani a fost trimis la King's College School. Profesorii i-au remarcat talentul matematic remarcabil și au propus părinților să-l îndrume către Universitatea din Cambridge.
În 1849 obține licența în avocatură.
Însă nu neglijează matematica, astfel că, numit repetitor la Trinity College, realizează descoperiri interesante în domeniul geometriei.
Se întâlnește cu James Joseph Sylvester (care era nu numai avocat, ci și matematician) și între ei se poartă diverse discuții pe teme matematice.
În perioada 1849 - 1863, Cayley este profesor la Universitatea Cambridge.
Cayley a vizitat Italia.
Cunoștea bine literatura și limbile clasice și moderne.
În 1864 s-a căsătorit.
În 1881 a fost invitat la Baltimore, unde, timp de o jumătate de an, a ținut cursuri speciale.
A fost membru al Royal Society.

## Opera

### Matematică
A adus contribuții importante la dezvoltarea geometriei descriptive, algebrei, teoriei funcțiilor și teoriei invarianților, teoriei matricilor și a determinanților.
Astfel, în 1841 a introdus notația modernă a determinanților, iar în 1844 a introdus determinanții speciali, noțiunile de determinanți strâmbi și strâmb simetrici, dându-le aplicații în algebră, geometrie și analiză matematică.
În 1858 a precizat definiția și proprietățile fundamentale ale matricelor.
A aplicat teoria invarianților la studiul proprietăților generale ale determinanților.
A utilizat determinanții pentru scrierea ecuației planului care trece prin trei puncte în spațiu (geometrie analitică).
Cayley a ajuns la concepția unei geometrii n-dimensionale.
Începând cu anul 1854 s-a ocupat de teoria grupurilor, aplicând teoria grupurilor abstracte la cuaternioni, iar în 1878 a utilizat graficele multicolore, pentru a scoate în evidență proprietățile din teoria grupurilor.
Mai mult, a propus o generalizare a teoriei cuaternionilor, care la rândul lor reprezintă o generalizare a numerelor complexe.
Aprofundând cercetările lui János Bolyai și Nikolai Lobacevski relativ la fondarea geometriei neeuclidiene, Cayley a creat o geometrie proprie (tip Cayley).
Cayley a introdus calculul tensorial, a cercetat curbele și suprafețele analagmatice, a stabilit algoritmul simbolic (tip Cayley) pentru obținerea invarianților în teoria formelor, de care ulterior s-a ocupat matematicianul român Gheorghe Călugăreanu în 1945.
A extins analitic teorema lui Pascal la sistemul de hexagoane.
A cercetat analitic problema lui Malfatti pentru suprafețe de ordinul întâi.
Între 1843 și 1845 s-a ocupat de fondarea teoriei funcțiilor eliptice.
Cayley a ținut o serie de conferințe la Universitatea Johns Hopkins.
Conceptul de geometrie cayleyană reprezintă o sinteză a geometriei euclidiene și ne-euclidiene.
De geometria lui Cayley s-a ocupat Alexandru V. Nicolescu în 1963.
Lucrările lui Cayley au fost publicate de către Universitatea Cambridge în perioada 1889 - 1898, în 13 volume.
Cercetările sale au fost publicate în 966 memorii.

#### Listă a noțiunilor care îi poartă numele
- teorema lui Cayley
- teorema lui Cayley-Hamilton din algebra liniară
- algebra Grassmann-Cayley
- determinantul Cayley-Menger
- construcția Cayley-Dickson
- algebra Cayley
- graful lui Cayley
- sextica lui Cayley
- tabela lui Cayley
- algoritmul lui Cayley-Purser
- formula lui Cayley
- modelul Cayley-Klein de geometrie hiperbolică
- transfomările lui Cayley